# Afon Daron
Der Afon Daron (River Daron) ist ein Bach der Lleyn-Halbinsel. Er entspringt auf der Hochebene südlich der B4413 und fließt in südlichem Bogen nach Südwesten. In Aberdaron vereint er sich im Ortskern, kurz bevor er in die Aberdaron Bay mündet, mit dem Afon Cyll-y-felin. Der Bach ist etwa 4,3 km lang. Eine Brücke, die den Bach im Ortskern überspannt, wurde 1825 erbaut. Er besitzt vier kurze Quellbäche.